# Eldorado do Sul
Eldorado do Sul es un municipio brasileño del estado de Rio Grande do Sul. Ocupa una superficie de 509,7 km².

## Historia
El municipio de Eldorado do Sul nació a mediados del siglo XVIII. El territorio donde se ubica fue inicialmente ocupado por ganaderos azorianos pertenecientes al grupo pionero de Jerônimo de Ornellas.

## Demografía
Su población estimada para el año 2003 era de 31.396 habitantes.

## Localización
El Municipio de Eldorado do Sul está ubicado en la Región Carbonífera y tiene como municipios vecinos:
| Noroeste: Charqueadas      | Norte: Triunfo | Nordeste: Porto Alegre |
| Oeste: Arroio dos Ratos    |                | Leste:Porto Alegre     |
| Sudoeste: Mariana Pimentel | Sul: Guaíba    | Sudeste: Porto Alegre  |

Vías de Acesso: BR 116, BR 290.
Distancias con relación al Centro de Eldorado do Sul:
- Porto Alegre:12 km

- Guaíba: 15 km

- Caxias do Sul: 140 km

- Santa María: 280 km

- Pelotas: 240 km

- Osório: 110 km